# Merlin P. Mann
Merlin Pierpont Mann (1971 San Francisco, USA) er en dansk-amerikansk børnebogsforfatter, tegneserieskaber, manuskriptforfatter, dramatiker og bordrollespiller. Han er særlig kendt for at have skabt tegneserien Taynikma, men har også arbejdet for Disney, hvor han har skabt bøger ud fra deres animationsfilm. Han har hovedsageligt skrevet inden for fantasygenren.

## Karriere
Han begyndte at leve af at skrive i år 2001. I starten af 2000'erne arbejdede han for The Walt Disney Company, hvor han lavede bogudgaver af selskabets film. Disse tæller bl.a. Find Nemo, Løvernes Konge, Skatteplaneten, De Utrolige samt til kortfilmen Jack-Jack Attack, som alle udkom på Egmont Kids Media. Han var også med til at skabe Kaptajn Klo - Min Private Logbog med Mario Cortéz som forfatter i 2006. I 2004 udgav han Magi & sværd om bordrollespil.
I 2005 var han idéforfatter på TV 2s julekalender Jul i Valhal, sammen med Lene Kaaberbøl og Mette Finderup.
Sammen med Jan Kjær skabte han fra 2005 serien Taynikma, der var fantasy-roman og manga-inspirerede tegneserie, med indbygget tegneskole i hvert hæfte. Serien blev udgivet fra 2005 til 2012 med sammenlagt 16 hæfter samt en forhistorie, og det blev en stor succes og blev oversat til 13 sprog. I alt har den solgt mere end 150.000 eksemplarer i Danmark og over 500.000 eksemplarer på verdensplan. I 2008 modtog han Orla-prisen for Bedste tegneserie sammen med Kjær for Taynikma-album nummer 8, Skyggeskoven.
I 2011 udkom animationsfilmen Taynikma - Legenden om Rax, som Mann havde skrevet manuskriptet til. I 2015 skrev han manuskriptet til børneteaterforestillingen Skyggens vilje i Taynikma-universet, der blev opført på Teater Vestvolden.
Mann udgav fantasyromanen Spøgelsesdetektiven i 2008, som Zentropa købte filmrettighedern samme år. Det fik ham til at søge ind på Den Danske Filmskole, hvor han læste manuskriptlinjens Master Class fra 2010-2011. Efter han har afsluttet denne uddannelse har han også undervist i manuskriptskrivning på Animationsskolen i Viborg. I 2011 udgav han Ronal Barbaren - The Book! til animationsfilmen Ronal Barbaren fra samme år.
I 2015 var han manuskriptforfatter på 19 afsnit af en animationsserie, der udkom sammen med den anden generation af LEGO Bionicle.
I 2016 udgav han ungdomsromanen Bolsjoj sammen med Johanne Algren, der blev godt modtaget.

## Privatliv
Mann er født i San Francisco, Californien. Han har en amerikansk far og en dansk mor, og er opvokset i Danmark. Han bor i København og har en kone og fem børn.

## Hæder
- 2005: Kunstrådets Litteraturudvalg, 150.000 kr.
- 2007: Orla-prisen i kategorien "Bedste tegneserie" for Taynikma-serien
- 2009: Kunstrådets Litteraturudvalg, 100.000 kr.
- 2010: Kunstrådets Litteraturudvalg, 100.000 kr.
- 2013: Kunstrådets Litteraturudvalg, 50.000 kr.
- 2015: Kunstfonden, Rejselegat, 15.000 kr.
- 2016: Nomineret, Prix Europa, Migranten[2]
- 2017: Kunstfondens Litteraturudvalg, 50.000 kr.
- 2018: Orla-prisen i kategorien "Bogen, der fik mig til at grine" sammen med Morten Münster for Bubbi – den talende hund[12]

### Taynikma
1. Mestertyven (2005)
2. Rotterne (2005)
3. Soltårnet (2006)
4. De Glemte Katakomber (2006)
5. Den Hemmelige Arena (2006)
6. Klanernes Kamp (2006)
7. Henzels Fælde (2006)
8. Skyggeskoven (2006)
9. Lysets Fæstning (2007)
10. Den Sidste Kamp (2007)
11. Skyggebæsterne (2010)
12. Teneborea (2010)
13. Sarinas Mareridt (2011)
14. Den Skjulte Fjende (2011)
15. Artans Valg (2012)
16. Skyggekongen (2012)

Ekstra album
- Legenden om Gekko (2009)

### Alienberg Agenterne
- Ormehullet (2010) ISBN 9788723029768
- Brakkerne (2011) ISBN 9788723030610
- På Røven I Rummet (2015) ISBN 9788723030603

### Bubbi
- Bubbi, den talende hund (2017) ISBN 9788771808803
- Bubbi Bliver Stjerne (2018) ISBN 9788772007168
- Bubbi I Vildmarken (2018) ISBN 9788772006895

## Film, tv og radio
- Jul i Valhal (2005) - idé
- Taynikma - Legenden om Rax (2011), Zentropa - manuskript
- LEGO Bionicle (2015), 19 episoder - manuskript

## Andet
- Projekt: Zarathustra (2013), DR radiodrama - manuskript
- Minus 65 (2015), DR Radiodrama - manuskript
- Skyggens vilje (2015), Teater Vestvolden skuespil - manuskript
- Kongens togt (2016), DR Radiodrama - manuskript[13]
- Migranten (2016), DR Radiodrama - manuskript
- Ulkegade (2017), DR Radiodrama - manuskript
- De frygtede pirater (2018), DR Koncerthuset skuespil - manuskript[14]
- Baronerne af Bogotá (2018), DR Radiodrama - manuskript[15]